# Championnat des Îles Turques-et-Caïques de football 2016
Navigation
Édition précédente Édition suivante
La saison 2016 du championnat des Îles Turques-et-Caïques de football est la dix-huitième édition de la Provo Premier League, le championnat de première division des Îles Turques-et-Caïques.
L'AFC Academy, vainqueur lors des deux dernières éditions, conserve son titre en 2016.

## Les équipes participantes
Peu avant le lancement de la saison, le Rozo FC se retire de la compétition.
| \| Providenciales : AFC Academy Beaches FC Cheshire Hall Full Physic SWA Sharks Providenciales Grand Turk \| Localisation des équipes engagées. |
| Providenciales : AFC Academy Beaches FC Cheshire Hall Full Physic SWA Sharks Providenciales Grand Turk                                          |

| Équipe            | Classement 2014-2015 | Ville (île)                                      | Stade                  |
| ----------------- | -------------------- | ------------------------------------------------ | ---------------------- |
| AFC Academy       | Champion             | Providenciales (Providenciales)                  | TCIFA National Academy |
| Beaches FC        | 2e                   | Venetian Road (Providenciales)                   | TCIFA National Academy |
| Cheshire Hall     | 3e                   | Cheshire Hall and Richmond Hill (Providenciales) | TCIFA National Academy |
| SWA Sharks        | 4e                   | Grace Bay (Providenciales)                       | TCIFA National Academy |
| Teachers FC       | 6e                   |                                                  |                        |
| Full Physic       | Nouvelle équipe      | (Providenciales)                                 | TCIFA National Academy |
| Grand Turk United | Nouvelle équipe      | Cockburn Town (Grand Turk)                       |                        |

Légende des couleurs
- Tenant du titre
- Nouvelle équipe

## Compétition

### Classement
Autour du 19 mai, Grand Turk United se retire de la compétition en raison de difficultés financières notamment liées à son isolement vis-à-vis des autres équipes. Les rencontres restant à disputer sont données 3-0 pour leurs adversaires.
Le barème de points servant à établir le classement se décompose ainsi :
- Victoire : 3 points
- Match nul : 1 point
- Défaite : 0 point

| Rang | Équipe                | Pts | J  | G | N | P  | Bp | Bc | Diff |
| ---- | --------------------- | --- | -- | - | - | -- | -- | -- | ---- |
| 1    | AFC Academy T         | 28  | 12 | 9 | 1 | 2  | 38 | 28 | +10  |
| 2    | Full Physic           | 27  | 12 | 9 | 0 | 3  | 45 | 17 | +28  |
| 3    | Beaches FC            | 24  | 12 | 8 | 0 | 4  | 35 | 29 | +6   |
| 4    | Cheshire Hall         | 20  | 12 | 6 | 2 | 4  | 38 | 30 | +8   |
| 5    | SWA Sharks            | 15  | 12 | 5 | 0 | 7  | 32 | 19 | +13  |
| 6    | Teachers FC           | 10  | 12 | 3 | 1 | 8  | 25 | 58 | -33  |
| 7    | Grand Turk United (N) | 0   | 12 | 0 | 0 | 12 | 8  | 40 | -32  |

|  | Champion des Îles Turques-et-Caïques 2016 |
|  | T : Tenant du titre (N) : Nouvelle équipe |

## Bilan de la saison
| Championnat des Îles Turques-et-Caïques de football 2016 |                        |
| Champion                                                 | AFC Academy (4e titre) |
| Dauphin                                                  | Full Physic            |
| Qualifications continentales                             |                        |
| CFU Club Championship 2017                               | Aucun inscrit          |